# Internationale Transportarbeiter-Föderation
Die Internationale Transportarbeiter-Föderation (ITF) ist eine Globale Gewerkschaftsföderation, die zurzeit 4,5 Millionen Beschäftigte im Verkehrssektor repräsentiert.

## Organisation
Der ITF sind 700 Gewerkschaften mit über 16 Millionen Beschäftigten im Bereich Transport und Verkehr in etwa 150 Ländern angeschlossen. Der Verband arbeitet im Rahmen der Global Unions eng mit dem Internationalen Gewerkschaftsbund (IGB) zusammen. Der Hauptsitz der ITF befindet sich in London; Regionalbüros in Nairobi, Ouagadougou, Tokio, Neu-Delhi, Rio de Janeiro, Georgetown, Moskau und Brüssel.
Mitgliedsverbände in Deutschland sind die DGB-Gewerkschaften Ver.di und EVG. In der Schweiz sind dies die SGB-Gewerkschaften SEV, VPOD, Kapers und Unia.
Ein derzeitiger Schwerpunkt der Aktivitäten der ITF ist die Unterstützung der Besatzungen von Schiffen, die unter sogenannten Billigflaggen fahren; die ITF ist in verschiedenen Ländern auch berechtigt, direkt Tarifverträge für die betroffenen Besatzungen abzuschließen.
Im November 1999 unterzeichneten der internationale Arbeitgeberverband der Schifffahrt IMEC und der ITF den weltweit ersten internationalen Tarifvertrag für eine Branche, der seit 2000 in Kraft ist. Dessen Einhaltung wird von 131 Kontrolleuren der ITF in 43 Ländern (2004) im Rahmen von Hafengewerkschaftskontrollen überprüft, die unabhängig von der Hafenstaatkontrolle durchgeführt werden können und auch die wirksame Umsetzung des Seearbeitsübereinkommens "MLC 2006" unterstützen.
Die Gewerkschaft ist eine der wenigen Arbeiterorganisationen, die auch schon länderübergreifende Streikaktionen entfaltete, darunter die erste große internationale koordinierte Streikbewegung der Geschichte im Jahr 1911, als zahlreiche europäische Häfen gleichzeitig lahmgelegt wurden, sowie die Streiks gegen die EU-Hafenrichtlinie "Port Package" im Jahr 2003.

## Geschichte
Die Geschichte geht auf die International Federation of Ship, Dock and River Workers zurück, die im Jahr 1896 gegründet wurde und den derzeitigen Namen 1898 annahm. Nach Ende des Ersten Weltkrieges verfolgte die ITF unter ihrem damaligen Generalsekretär Edo Fimmen eine vergleichsweise starke syndikalistische Ausrichtung. Sie beteiligte sich 1920 maßgeblich an einem Boykott des Internationalen Gewerkschaftsbundes gegen das autoritäre Horthy-Regime in Ungarn und führte eigenständig ein Embargo von Munitionstransporten nach Polen während des polnisch-sowjetischen Kriegs durch. Von der ITF gingen zudem 1924/25 mehrere – letztlich erfolglose – Initiativen aus, die Gewerkschaftsbewegung stärker international auszurichten und nicht länger auf nationale Landeszentralen zu stützen. Während des britischen Bergarbeiterstreiks 1926 organisierte die ITF einen erfolgreichen Boykott aller Kohletransporte auf die Inseln.
Die ITF spielte zwischen 1933 und 1945 eine wichtige Rolle im Widerstand gegen den Nationalsozialismus, da es ihr gelang, verschiedene illegal arbeitende Gruppen von Transportarbeitern in Deutschland sowie im Exil unter deutschen Seeleuten arbeitende Mitglieder logistisch und finanziell effektiv zu unterstützen und einen kontinuierlichen Informationsfluss in beide Richtungen zu gewährleisten. Hervorzuheben ist das illegale Netzwerk um Hans Jahn, das vor allem von den finanziellen Zuwendungen der ITF profitierte. Sein Widerstand bei der Deutschen Reichsbahn ermöglichte auch den Druck der illegalen Zeitschrift "Fahrt-frei". Bereits 1932 hatte die ITF eine Initiative gestartet, um die Aktivitäten der internationalen Arbeiterbewegung stärker auf den Kampf gegen den Nationalsozialismus auszurichten und legte dafür ein 13-Punkte-Programm vor. Anfang 1933 bot sie dann dem ADGB an, die ITF in den Dienst eines offensiven antifaschistischen Kampfes in Deutschland zu stellen, was jedoch von den deutschen Gewerkschaften, die sich im Frühjahr 1933 bis zu ihrer Zerschlagung am 2. Mai 1933 für einen "Anpassungskurs" gegenüber dem NS-Regime entschieden hatten, mit Schweigen quittiert wurde.
Während der NS-Zeit standen die ITF und Edo Fimmen der deutschen Sozialdemokratie und den deutschen Gewerkschaften kritisch gegenüber und machten sie zunächst für das Scheitern der Arbeiterbewegung gegenüber dem Faschismus mitverantwortlich, weswegen sie auch Angebote der exilierten Sozialdemokratie zur Zusammenarbeit skeptisch gegenüberstand. Insbesondere der Generalsekretär der ITF, Walter Auerbach, aber auch Edo Fimmen unterstützen in den Jahren 1933 bis 1935 die linkssozialistische Widerstandsgruppe Roter Stoßtrupp. Aus den Rücklagen der ITF wurden mehrfach Zahlungen an den Hilfsfonds der Widerstandsgruppe für Gefangene und deren Familien gezahlt. Auch im Zusammenhang mit dem Spanischen Bürgerkrieg engagierte sich die ITF, die den Kampf gegen den Faschismus als einen internationalen betrachtete. Dabei verhinderte oder verzögerte Waffentransporte in das von Franco bereits eroberte Gebiet und half der Spanischen Republik, im Ausland Schiffe zu kaufen.
Im September 2023 stuften russische Behörden die Föderation als „unerwünschte“ Organisation ein.

### zur Geschichte
- Dieter Nelles: Widerstand und internationale Solidarität. Die Internationale Transportarbeiter-Föderation (ITF) im Widerstand gegen den Nationalsozialismus. Klartext Verlag, Essen 2001, ISBN 3-88474-956-0 (Dissertation Gesamthochschule Kassel, 2000).
- Dieter Nelles: Widerstand und internationale Solidarität. Die Internationale Transportarbeiter-Föderation. In: Hans Coppi, Stefan Heinz (Hrsg.): Der vergessene Widerstand der Arbeiter. Gewerkschafter, Kommunisten, Sozialdemokraten, Trotzkisten, Anarchisten und Zwangsarbeiter, Dietz, Berlin 2012, ISBN 978-3-320-02264-8, S. 73–90.
- Siegfried Mielke, Stefan Heinz: Eisenbahngewerkschafter im NS-Staat. Verfolgung – Widerstand – Emigration (1933–1945) (= Gewerkschafter im Nationalsozialismus. Verfolgung – Widerstand – Emigration. Band 7). Metropol, Berlin 2017, ISBN 978-3-86331-353-1.
- Bob Reinalda (Hrsg.): The International Transportworkers Federation 1914-1945: the Edo Fimmen era. Amsterdam 1997, ISBN 90-6861-124-0.
- Hartmut Simon: Die Internationale Transportarbeiter-Föderation. Möglichkeiten und Grenzen internationaler Gewerkschaftsarbeit vor dem Ersten Weltkrieg. (Institut für Soziale Bewegungen, Schriftenreihe A – Darstellungen, Band 5). Essen 1994, ISBN 3-88474-046-6.

### zur ITF heute
- Jörn Breiholz: Ein Unikum funkt SOS - Die ITF ist die einzige weltweit agierende Arbeitnehmervertretung überhaupt. In: Rheinischer Merkur 6/2009, S. 13.
- Heinz Bendt, Weltweite Solidarität. Die Arbeit der globalen Gewerkschaftsorganisationen im Zeitalter der Globalisierung, Bonn (FES) 2006, PDF, 135 S., dort insbes. S. 97–103
- Michele Ford, Michael Gillan (2015) The global union federations in international industrial relations: A critical review. Journal of Industrial Relations 57 (3): 456–475
- Torsten Müller, Hans-Wolfgang Platzer, Stefan Rüb (2010), Die globalen Gewerkschaftsverbände vor den Herausforderungen der Globalisierung. In: Internationale Politik und Gesellschaft Online: International Politics and Society. - 2010, 3 (PDF, 17 S., abgerufen am 24. Februar 2018)
- Walter Sauer, Internationale Gewerkschaftsarbeit, Wien (Verlag des Österreichischen Gewerkschaftsbundes GmbH) 2014, PDF, 60 S.
- Wolfgang Schroeder (Hrsg.): Handbuch Gewerkschaften in Deutschland. Wiesbaden (Springer VS) 2014, 790 S., Inhaltsverzeichnis, darin insbes.:
Werner Reutter/Peter Rütters, „Pragmatischer Internationalismus“: Geschichte, Struktur und Einfluss internationaler und europäischer Gewerkschaftsorganisationen (S. 581–615).
- Hans-Wolfgang Platzer, Torsten Müller, Die globalen und europäischen Gewerkschaftsverbände: Handbuch und Analysen zur transnationalen Gewerkschaftspolitik, Berlin (Ed. Sigma) 2009, Halbbd. 1, 403 S. Inhaltsverzeichnis, dort insbes. S. 199–226